# Normania triphylla
Normania triphylla é uma espécie de planta com flor pertencente à família Solanaceae. 
A autoridade científica da espécie é (Lowe) Lowe]], tendo sido publicada em A Manual Flora of Madeira 1868.

## Portugal
Trata-se de uma espécie presente no território português, nomeadamente no Arquipélago da Madeira.
Em termos de naturalidade é endémica da região atrás referida.

## Protecção
Não se encontra protegida por legislação portuguesa ou da Comunidade Europeia.